# Donald's Decision
Donald's Decision è un film del 1942. È un cortometraggio animato di propaganda per la seconda guerra mondiale, prodotto dalla Walt Disney Productions, uscito negli Stati Uniti l'11 gennaio 1942 e distribuito dalla United Artists.

## Trama
Durante la seconda guerra mondiale, mentre Paperino si rilassa sull'amaca, sente alla radio un annuncio che invita la popolazione a investire in certificati di risparmio per la guerra, per aiutare gli alleati a vincere. Paperino vorrebbe farlo il giorno dopo, ma la sua coscienza (con lo stesso aspetto di quella in Paperino e il diavolo) lo butta giù dall'amaca e lo spinge a procedere immediatamente all'acquisto. Mentre se ne vanno, Paperino viene distratto da una cassetta postale, da cui fuoriesce la sua anti-coscienza (anch'essa con lo stesso aspetto di quella in Paperino e il diavolo), la quale lo invita a spendere i soldi per sè stesso. Le due controparti iniziano così a litigare finché la coscienza riesce ad avere la meglio sull'anti-coscienza, uccidendola. Paperino e la coscienza raggiungono quindi l'ufficio postale.